# Vestido de novia de la reina Victoria

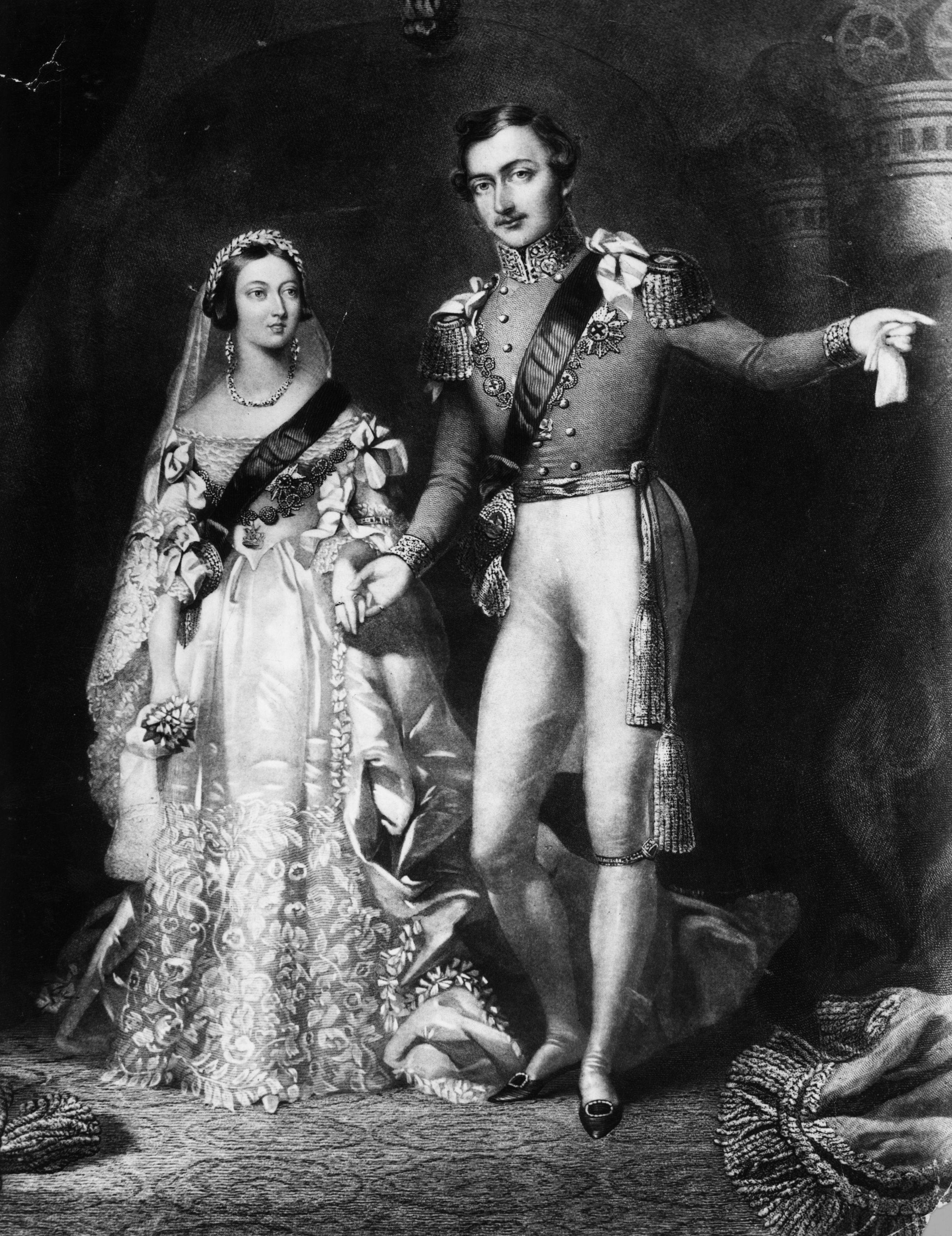
La reina Victoria y el príncipe Alberto a su regreso del servicio matrimonial en el palacio de Saint James, Londres, 10 de febrero de 1840. Grabado de S. Reynolds. después de F Lock.

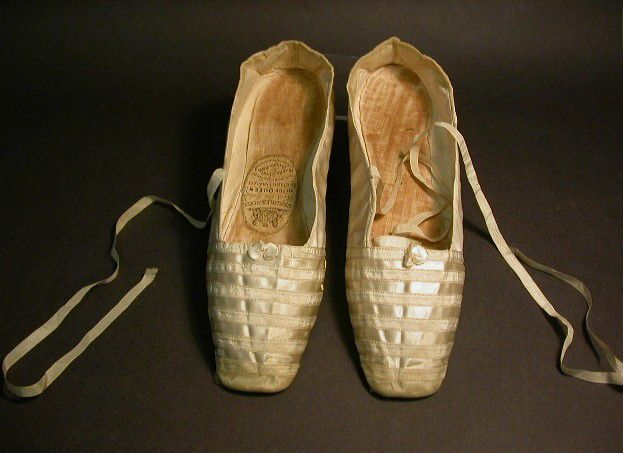
Los zapatos de satén blanco llevados por la reina Victoria el día de su boda.

La reina Victoria del Reino Unido se casó con su primo el príncipe Alberto de Saxe-Coburgo y Gotha el 10 de febrero de 1840. Eligió llevar un vestido de boda blanco, lo cual fue considerado una elección inusual en un momento en que eran más habituales los de colores, hechos de satén de seda pesada. El encaje de Honiton utilizado para su vestido de boda dio un impulso importante a la fabricación de encaje en Devon. A la reina Victoria se le atribuye empezar la tradición del blanco y el vestido de novia blanco en las bodas, aunque ella no fue la primera soberana en casarse de blanco.

## Diseño
El encaje fue diseñado por William Dyce, director de la entonces Escuela de Diseño del Gobierno (más tarde conocida como Royal College of Art), y montado sobre un vestido de satén blanco confeccionado por Mary Bettans.
El sencillo vestido en satén color crema tejido en Spitalfields, al este de Londres, estaba adornado con un volante ancho y encajes hechos a mano en Honiton y Beer, en Devon. Esto demostró su apoyo a la industria inglesa, particularmente a la industria artesana del encaje. Los motivos de encaje hechos a mano se aplicaron sobre una malla de algodón hecha a máquina. Flores de azahar, un símbolo tanto de pureza como de fertilidad, también adornaban el corpiño del vestido y como corona la cabeza, que Victoria llevó en lugar de una tiara sobre su velo. El velo, que combinaba con el volante del vestido, tenía 3,60 m de largo por 68 cm de ancho. Las joyas de Victoria constaron de un collar y pendientes de diamantes que le obsequió el sultán otomano, y un broche de zafiros que Alberto le regaló el día anterior. Las zapatillas eran del mismo color blanco del vestido. La cola del vestido, llevada por sus damas de honor, medía 5,5 m de largo.
La reina Victoria describió su elección de vestido en su diario así: "Llevé un vestido de satén blanco, con un profundo volante de encaje Honiton, una imitación de un diseño antiguo. Mis joyas eran mi collar y mis pendientes de diamantes turcos y el hermoso broche de zafiro de mi querido Alberto."

## Después de la boda

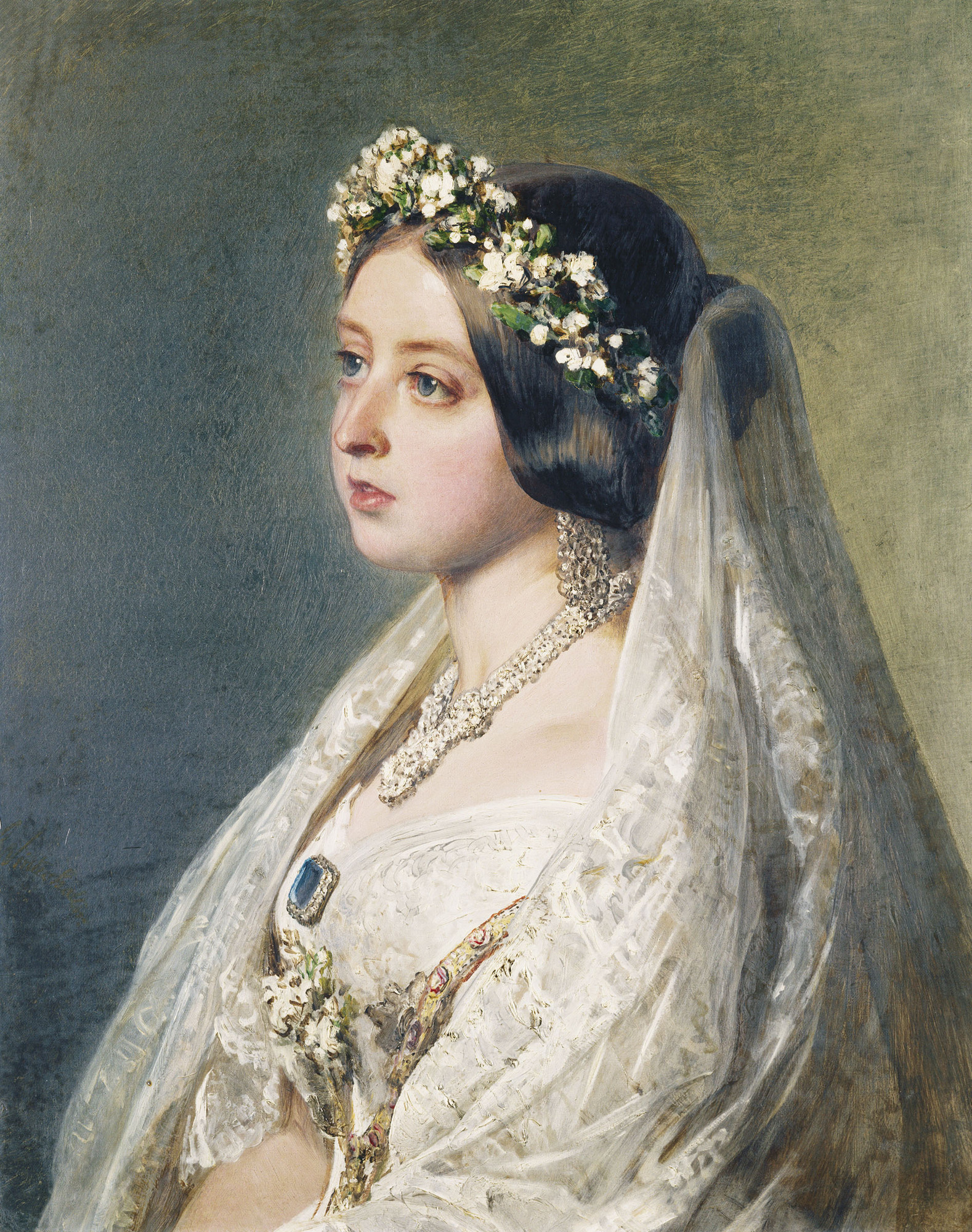
La joven reina Victoria (1819-1901), en su boda.

### Recreaciones
Aunque la fotografía ya existía en 1840, las técnicas aun no estaban todavía plenamente desarrolladas. Una serie de fotografías tomadas por Roger Fenton el 11 de mayo de 1854 de Victoria y Alberto son a menudo descritas como fotografías de la boda o una recreación, con el vestido identificado como su vestido de boda. La Colección Real ha refutado estas interpretaciones, declarando que las imágenes son las primeras fotografías en mostrar a Victoria como reina, en lugar de como esposa o madre, y que ella y Alberto llevan ropas de corte.
En 1847, Victoria encargó a Franz Xaver Winterhalter pintar un retrato de ella en su boda como un presente de aniversario para el príncipe Alberto. El retrato también fue copiado como miniatura sobre esmalte por John Haslem.

### El encaje de boda de la reina Victoria
Victoria volvió a visitar a los fabricantes de encajes para encargar el vestido de bautismo usado para todos los bebés reales, incluyendo Alberto Eduardo (el futuro Eduardo VII). Este vestido se utilizó para el bautizo de todos los bebés de la familia real inglesa posteriores hasta el bautismo de Jaime, vizconde de Severn en 2008, cuando una réplica exacta se utilizó por primera vez, dado el delicado estado del original. Como señal de apoyo a la industria de Honiton, además de llevar a menudo encaje en sus prendas y en las de sus hijos, Victoria insistió en que sus hijas también ordenaran encaje de Honiton para sus vestidos de boda. Victoria también llevó su encaje de boda montado en los vestidos que lució en los bautizos de sus nueve hijos (excepto Alberto Eduardo, en que llevó la Orden de la Jarretera). También lo usó en las bodas de dos de sus hijos, su hija mayor, Victoria, en 1858, y su hijo más joven, Leopoldo, en 1882. A su hija más joven, la princesa Beatriz, le permitió llevarlo como parte de su propio vestido de boda en 1885. Victoria también llevó el velo de encaje en la boda de su nieto Jorge (el futuro Jorge V) con María de Teck en 1893, y en la fotografía oficial de su Jubileo de Diamante en 1897. Cuando Victoria murió en enero de 1901, fue enterrada con su velo de boda sobre el rostro. En 2012 se informó que si bien el vestido en sí se había conservado y exhibido en el Palacio de Kensington ese año, el encaje era ahora demasiado frágil para moverlo de su almacenamiento.

## Influencia
Vestir de blanco en la boda fue rápidamente adoptado por las novias ricas, a la moda. Menos de una década más tarde, la popular revista estadounidense Godey's Lady's Book incorrectamente reclamaría que el vestido de boda blanco era una costumbre antigua que reflejaba la virginidad de la novia, escribiendo "la costumbre ha decidido, desde las edades más tempranas, que el blanco es el tono más adecuado, cualquiera que sea el material. Es un emblema de la pureza e inocencia de la juventud, y el corazón inmaculado que ahora cede ante el elegido", a pesar de que el blanco había sido claramente una elección poco común para vestidos de novia antes de la boda de Victoria y no se generalizó entre las novias occidentales hasta décadas más tarde.
En 2011, después de la boda del príncipe Guillermo y Catalina Middleton, se hicieron comparaciones entre el vestido de la novia y el de la reina Victoria.